# Patricia Mattick
Patricia Colleen Mattick, auch Pattye Mattick genannt, (* 31. Juli 1951 in Denver, Colorado; † 6. Dezember 2003 in Tallahassee, Florida) war eine US-amerikanische Schauspielerin. Bekanntheit erlangte sie unter anderem 1971 durch ihren Auftritt im Columbo-Krimi Lösegeld für einen Toten sowie im Filmdrama Betrogen.

## Leben
Patricia Mattick begann ihre Schauspielkarriere 1970 im Alter von 19 Jahren mit einem Auftritt in der Fernsehserie Room 222. Ein Jahr später erhielt sie ihre erste kleine Filmrolle als Janie im Filmdrama Betrogen mit Clint Eastwood als Hauptdarsteller. Im selben Jahr spielte sie in Columbo: Lösegeld für einen Toten die Rolle der Margaret Williams, die gemeinsam mit Inspektor Columbo (Peter Falk) versucht, ihre Stiefmutter (Lee Grant) als Mörderin ihres Vaters zu überführen.
In den folgenden Jahren wirkte Patricia Mattick, die in mehreren ihrer Film- und Fernsehauftritte auch unter ihrem Spitznamen Pattye Mattick im Abspann genannt wurde, vorwiegend als Gastdarstellerin in Fernsehserien wie Der Chef, FBI und Notruf California mit. 1976 war sie in einer Doppelfolge in der fünften Staffel von Die Straßen von San Francisco als Marie Tannenger zu sehen. In den 1980er Jahren spielte Mattick lediglich in einer Folge der Gefängnisserie Prisoner mit. Nach Auftritten in den beiden Kurzfilmen And Another Honkytonk Girl Says She Will (1990) und The Walter Ego (1991) beendete sie ihre Fernsehkarriere.
Neben ihrer Laufbahn als TV-Darstellerin war Mattick zwischen 1979 und 1995 auch als Theaterschauspielerin tätig, darunter für Padua Playwrights Productions in Los Angeles. In der Saison 1989/1990 spielte sie im Stück And What of the Night? von María Irene Fornés, die auch als Regisseurin beteiligt war, am Trinity Repertory Company Theatre in Providence. Ebenfalls für Fornés stand Marrick 1992 in Oscar and Bertha am Magic Theatre in San Francisco auf der Bühne. Ihre letzte Theaterrolle spielte sie von Februar bis März 1995 als Elizabeth im Stück Ibsen and the Actress am Theater der University of Iowa.
Patricia Mattick starb am 6. Dezember 2003 im Alter von 52 Jahren an den Folgen einer Krebserkrankung in Tallahassee. Sie wurde neben dem Grab ihrer 1985 gestorbenen Mutter auf dem Friedhof in Granby beigesetzt.
In ihrer im deutschsprachigen Raum wohl bekanntesten Rolle in Columbo: Lösegeld für einen Toten wurde Patricia Mattick von Marion Hartmann gesprochen.

## Filmografie (Auswahl)
- 1970: Room 222 (Fernsehserie, Folge Half Way)
- 1971: Betrogen (The Beguiled)
- 1971: Lösegeld für einen Toten (Ransom for a Dead Man; Fernsehfilm)
- 1971: Der Chef (Ironside; Fernsehserie, Folge Walls Are Waiting)
- 1971: Panik in den Wolken (Terror in the Sky; Fernsehfilm)
- 1971: Mannix (Fernsehserie, Folge Murder Times Three)
- 1972: FBI (The F.B.I.; Fernsehserie, Folge Holiday with Terror)
- 1973: Owen Marshall – Strafverteidiger (Owen Marshall: Counselor at Law; Fernsehserie, Folge N Is for Nightmare)
- 1973: Cry Rape (Fernsehfilm)
- 1973: Notruf California (Emergency!; Fernsehserie, Folge The Promise)
- 1975: Cannon (Fernsehserie, Folge The Investigator)
- 1976: Die Straßen von San Francisco (The Streets of San Francisco; Fernsehserie, Folgen The Thrill Killers: Part I und The Thrill Killers: Part II)
- 1977: Lou Grant (Fernsehserie, Folge Henhouse)
- 1979: Trapper John, M.D. (Fernsehserie, Folge Licensed to Kill)
- 1982: Prisoner (Fernsehserie, Folge #4.10)
- 1990: And Another Honkytonk Girl Says She Will (Kurzfilm)
- 1991: The Walter Ego (Kurzfilm)